# Dainius Zubrus
Dainius Gintas Zubrus, född 16 juni 1978 i Elektrėnai, Sovjetunionen, är en litauisk professionell ishockeyspelare som spelar för det amerikanska ishockeylaget San Jose Sharks i NHL.
Zubrus är en storväxt spelare som fick sitt stora genombrott under sin tid i Washington Capitals, som han spelade för i 6 säsonger.

## Statistik

### Klubbkarriär
| 1995–96    | Pembroke Lumber Kings | CJHL       | 28   | 19  | 13  | 32  | 73  | —   | —  | —  | —  | —  |
| 1995–96    | Caledon Canadians     | MTJHL      | 7    | 3   | 7   | 10  | 2   | 17  | 11 | 12 | 23 | 4  |
| 1996–97    | Philadelphia Flyers   | NHL        | 68   | 8   | 13  | 21  | 22  | 19  | 5  | 4  | 9  | 12 |
| 1997–98    | Philadelphia Flyers   | NHL        | 69   | 8   | 25  | 33  | 42  | 5   | 0  | 1  | 1  | 2  |
| 1998–99    | Philadelphia Flyers   | NHL        | 63   | 3   | 5   | 8   | 25  | —   | —  | —  | —  | —  |
| 1998–99    | Montreal Canadiens    | NHL        | 17   | 3   | 5   | 8   | 4   | —   | —  | —  | —  | —  |
| 1999–00    | Montreal Canadiens    | NHL        | 73   | 14  | 28  | 42  | 54  | —   | —  | —  | —  | —  |
| 2000–01    | Montreal Canadiens    | NHL        | 49   | 12  | 12  | 24  | 30  | —   | —  | —  | —  | —  |
| 2000–01    | Washington Capitals   | NHL        | 12   | 1   | 1   | 2   | 7   | 6   | 0  | 0  | 0  | 2  |
| 2001–02    | Washington Capitals   | NHL        | 71   | 17  | 26  | 43  | 38  | —   | —  | —  | —  | —  |
| 2002–03    | Washington Capitals   | NHL        | 63   | 13  | 22  | 35  | 43  | 6   | 2  | 2  | 4  | 4  |
| 2003–04    | Washington Capitals   | NHL        | 54   | 12  | 15  | 27  | 38  | —   | —  | —  | —  | —  |
| 2004–05    | Lada Togliatti        | RSL        | 42   | 8   | 11  | 19  | 85  | 10  | 3  | 1  | 4  | 22 |
| 2005–06    | Washington Capitals   | NHL        | 71   | 23  | 34  | 57  | 84  | —   | —  | —  | —  | —  |
| 2006–07    | Washington Capitals   | NHL        | 60   | 20  | 32  | 52  | 50  | —   | —  | —  | —  | —  |
| 2006–07    | Buffalo Sabres        | NHL        | 19   | 4   | 4   | 8   | 12  | 15  | 0  | 8  | 8  | 8  |
| 2007–08    | New Jersey Devils     | NHL        | 82   | 13  | 25  | 38  | 38  | 5   | 0  | 1  | 1  | 8  |
| 2008–09    | New Jersey Devils     | NHL        | 82   | 15  | 25  | 40  | 69  | 7   | 0  | 1  | 1  | 10 |
| 2009–10    | New Jersey Devils     | NHL        | 51   | 10  | 17  | 27  | 28  | 5   | 1  | 0  | 1  | 8  |
| 2010–11    | New Jersey Devils     | NHL        | 79   | 13  | 17  | 30  | 53  | —   | —  | —  | —  | —  |
| 2011–12    | New Jersey Devils     | NHL        | 82   | 17  | 27  | 44  | 34  | 24  | 3  | 7  | 10 | 18 |
| 2012–13    | New Jersey Devils     | NHL        | 22   | 2   | 7   | 9   | 12  | —   | —  | —  | —  | —  |
| 2013–14    | New Jersey Devils     | NHL        | 82   | 13  | 13  | 26  | 46  | —   | —  | —  | —  | —  |
| 2014–15    | New Jersey Devils     | NHL        | 74   | 4   | 6   | 10  | 42  | —   | —  | —  | —  | —  |
| 2015–16    | San Jose Sharks       | NHL        | 50   | 3   | 4   | 7   | 20  | 14  | 1  | 1  | 2  | 6  |
| NHL totalt | NHL totalt            | NHL totalt | 1293 | 228 | 363 | 591 | 791 | 106 | 12 | 25 | 37 | 78 |